# Kızılcabölükspor
Kızılcabölükspor (oder auch Mekikspor) ist ein Fußballverein aus der Kleinstadt Kızılcabölük des Landkreises Tavas aus der südwesttürkischen Provinz Denizli. Die Mannschaft spielt seit der Saison 2013/14 in der TFF 3. Lig. 

## Geschichte

### Gründung und Namensfindung
Der Verein wurde ursprünglich im Jahre 1982 unter dem Namen Mekikspor gegründet.
Der Name Mekik (deutsch Weberschiffchen) kommt daher, dass die Stadt Kızılcabölük für ihre Textilverarbeitung bekannt ist. Da die Gründer des Klubs die Herkunft der Stadt verdeutlichen wollten, wählte man den Namen Mekikspor. Unter den Fans wählte man oft den Namen Mekik Gençlik.

### Sportliche Erfolge und der erstmalige Aufstieg in die professionellen Ligen
Die ersten sportlichen Erfolge traten in der Saison 2009/10 auf. Am Ende der Spielzeit wurde man, unter anderem auch durch die Hilfe des Bürgermeisters der Stadt Abdülkadir Uslu, Meister der Denizli 2. Amatör Lig. Nach dem Aufstieg entschied der Vorstand, sich mit erfahrenen Spielern auszurüsten. Als langfristiges Ziel wurde der Aufstieg in die TFF 3. Lig ausgegeben.
Als Neuaufsteiger in die Denizli 1. Amatör Lig schaffte man es wieder Meister zu werden und stieg somit in die Denizli Süper Amatör Lig auf. Auch in dieser Liga konnte man sich schnell und erfolgreich etablieren, sodass man in der Saison 2011/12 an den Play-Offs in die Bölgesel Amatör Lig (kurz BAL Lig) teilnehmen durfte und diese für sich entschied.
Mit dem Aufstieg in die BAL Lig wurde auch ein neuer Präsident namens Osman Duran in den Vorstand gewählt. Dieser ermöglichte dem Klub spektakuläre Transfers, unter anderem wechselten Spieler der Lizenzvereine Denizli Belediyespor oder aus der Reservemannschaft von Denizlispor zu Kızılcabölükspor. Auch in dieser Saison schaffte man den Aufstieg, sodass das langfristige Ziel innerhalb von vier Jahren erreicht wurde. Der Verein schaffte es nämlich in vier Jahren vier Ligen aufzusteigen. In der BAL Lig wurde man souverän Meister, da man in 28 Spielen insgesamt 66 Punkte holen konnte, wobei man mit 73 geschossenen Toren die meisten Tore erzielt und mit 18 Gegentoren die wenigsten Tore kassiert hat. Der Aufstieg in die professionelle TFF 3. Lig wurde erreicht.
In der gleichen Saison (2012/13) sorgte zudem der Nachwuchs des Vereins für positive Schlagzeilen. Die U-14 und U-15 des Klubs wurden Meister unter den Vereinen in Denizli und durften deshalb die Stadt in den landesweiten, türkischen Finalspielen vertreten. Durch diese sportlichen Erfolge der ersten Mannschaft bzw. des Nachwuchses wird die Saison 2012/13 als bisher erfolgreichste Saison der Vereinsgeschichte angesehen.

### Beste Platzierung in den professionellen Ligen
Die – sportlich betrachtet – beste Platzierung in der TFF 3. Lig erzielte man in der Saison 2015/16, als man Ende der Saison den zweiten Tabellenplatz belegte und somit für die Playoff-Aufstiegsspiele spielberechtigt war. In der ersten Runde bzw. im Halbfinale traf man auf den Fünftplatzierten Düzyurtspor. Im Hinspiel erkämpfte man sich auswärts ein torloses Unentschieden. Das Rückspiel, welches im Denizli Atatürk Stadı ausgetragen wurde, gewann man mit 1:0 und war somit für das Finale gegen Zonguldak Kömürspor qualifiziert (Zonguldak Kömürspor konnte im Halbfinale Tire 1922 Spor bezwingen). Das Finale wurde mit 2:1 verloren, sodass man knapp den Aufstieg in die TFF 2. Lig verpasste.

## Stadion
Bis zur Saison 2012/13 spielte der Verein im heimischen Tavas İlçe Stadı. Verbunden mit dem Aufstieg in die TFF 3. Lig begann die Stadt Denizli für Kızılcabölükspor ein neues Stadion zu bauen. Bis zur Fertigstellung dieses Stadions wurde als Ausweichstadion das Doğan Seyfi Atlı Stadı (Spielstätte von Denizli Büyükşehir Belediyespor) genutzt. Das neu erbaute Stadion erhielt den Namen Kızılcabölük Semt Sahası und wurde im Jahr 2015 eröffnet.